# Землетрус в Егейському морі (2020)
Землетрус в Егейському морі 2020 — землетрус, магнітудою 7,0, який відбувся 30 жовтня 2020 року, приблизно за 14 км на північний схід від острова Самос в Егейському морі. За даними Геологічної служби США гіпоцентр землетрусу був на глибині 21 км, хоча турецькі чиновники заявили, що він знаходився на відстані 16 км під землею. Землетрус завдав руйнувань у Греції та Туреччині та призвів до понад 100 жертв, кількість поранених перевищила тисячу.

## Землетрус
Перші поштовхи відбулися об 11:51:26 за Всесвітнім часом (13:51:26 — у Греції, 14:51:26 — в (Туреччині) і тривали 15 секунд. Вони відчувалися в низці провінцій на заході Туреччини, а також у Стамбулі, що розташований на 540 кілометрів північніше. Магнітуда становила 6,6 балів за даними агентства Anadolu та 7,0 балів — за даними Reuters. Грецькі сейсмологи оцінюють магнітуду у 6,7 бала. Крім того, повідомляється про 2124 афтершоки, 46 з яких мали магнітуду понад 4.

## Жертви та руйнування

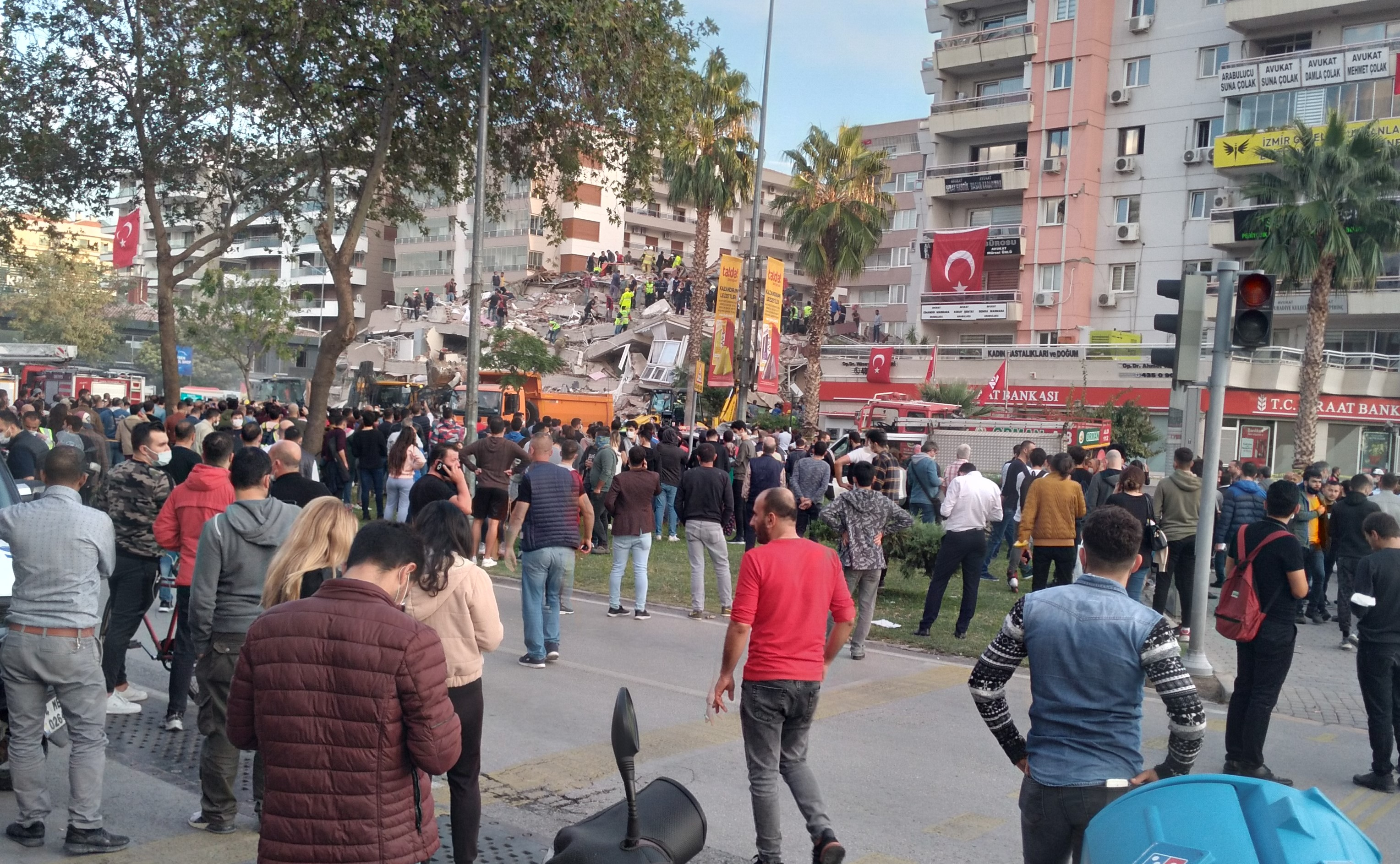
Зруйнований внаслідок землетрусу будинок в Ізмірі

У турецькій провінції Ізмір через землетрус були зруйновані будинки. У місті Ізмір 4 будинки були зруйновані повністю і понад 10 зазнали значних руйнувань, іще багато будівель тією чи іншою мірою пошкоджені. Згідно з даними управління Президента Туреччини у справах стихійних лих та надзвичайних ситуацій (AFAD) в Туреччині загинуло 114 осіб, 1035 зазнали поранень. Землетрус спричинив на узбережжі високі припливні хвилі, які завдали додаткових руйнувань і затопили значні території. 1 літня людина через це потонула, коли вода перекинула її інвалідний візок. Вулиці міста Сеферихісар на заході Туреччини були затоплені водою, що піднялася на 1 м. За словами журналіста з турецького міста Сінаджік у провінції Ізмір, їхній район постраждав більше від сили води, ніж від самого землетрусу. Найбільших руйнувань і жертв зазнала провінція Ізмір та її столиця Ізмір — третє за кількістю населення місто країни. Ще п'ятеро отримали травми в Манісі, двоє в Баликесірі і 54 в Айдині. На грецькому острові Самос загинули двоє підлітків — хлопець і дівчина, які повертались зі школи у місті Ваті — на них впала стіна будинку, ще 8 людей зазнали поранень. Найбільших пошкоджень зазнали старі будівлі у містах Піфагорея, Неон-Карловасіон та Ваті. Частина церкви Успіння Пресвятої Богородиці в Неон-Карловасіоні обвалилася. Всередині будівлі на той час нікого не було. Також для острова Самос було оголошено попередження про цунамі.

## Рятувальні роботи

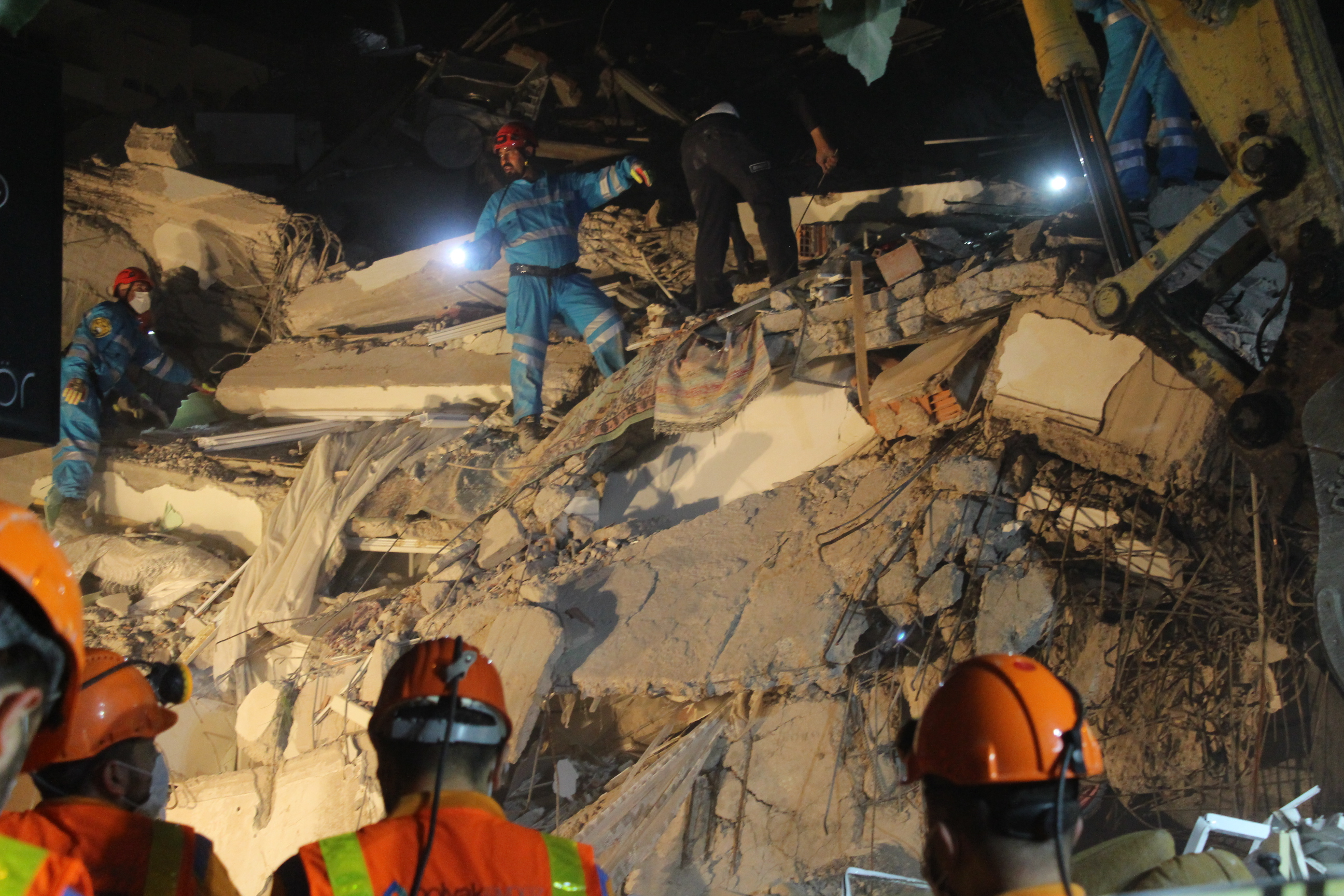
Рятувальні роботи

Попри складні стосунки турецької та грецької влади, керівництво країн домовилися про спільні пошукові роботи. У Туреччині було задіяно понад 4 тис. рятувальників, 500 рятувальних авто та інших машин, 20 собак-рятувальників та група психологів. До пошуку та порятунку на морі залучено 11 катерів берегової охорони, три вертольоти та одна водолазна команда.
За даними МОЗ Туреччини, близько 800 було людей госпіталізовано, 25 з них перебувають у реанімації, дев'ятьом було проведено хірургічні операції, 364 були виписані з лікарень після надання медичної допомоги. Станом на 6 листопада 36 постраждалих все ще перебувають на лікуванні, тоді як 1000 виписали з лікарень.
Понад 2910 наметів встановлено в 12 пунктах в Ізмірі, місті, яке найбільше постраждало, та 26 наметів — у Кушадаси, місті на узбережжі провінції Айдин (на південь від Ізміра). Пошуково-рятувальні роботи завершені. У Греції на острів Самос було надіслано 120 наметів для реагування на перші негайні потреби.

## Розслідування причин руйнувань

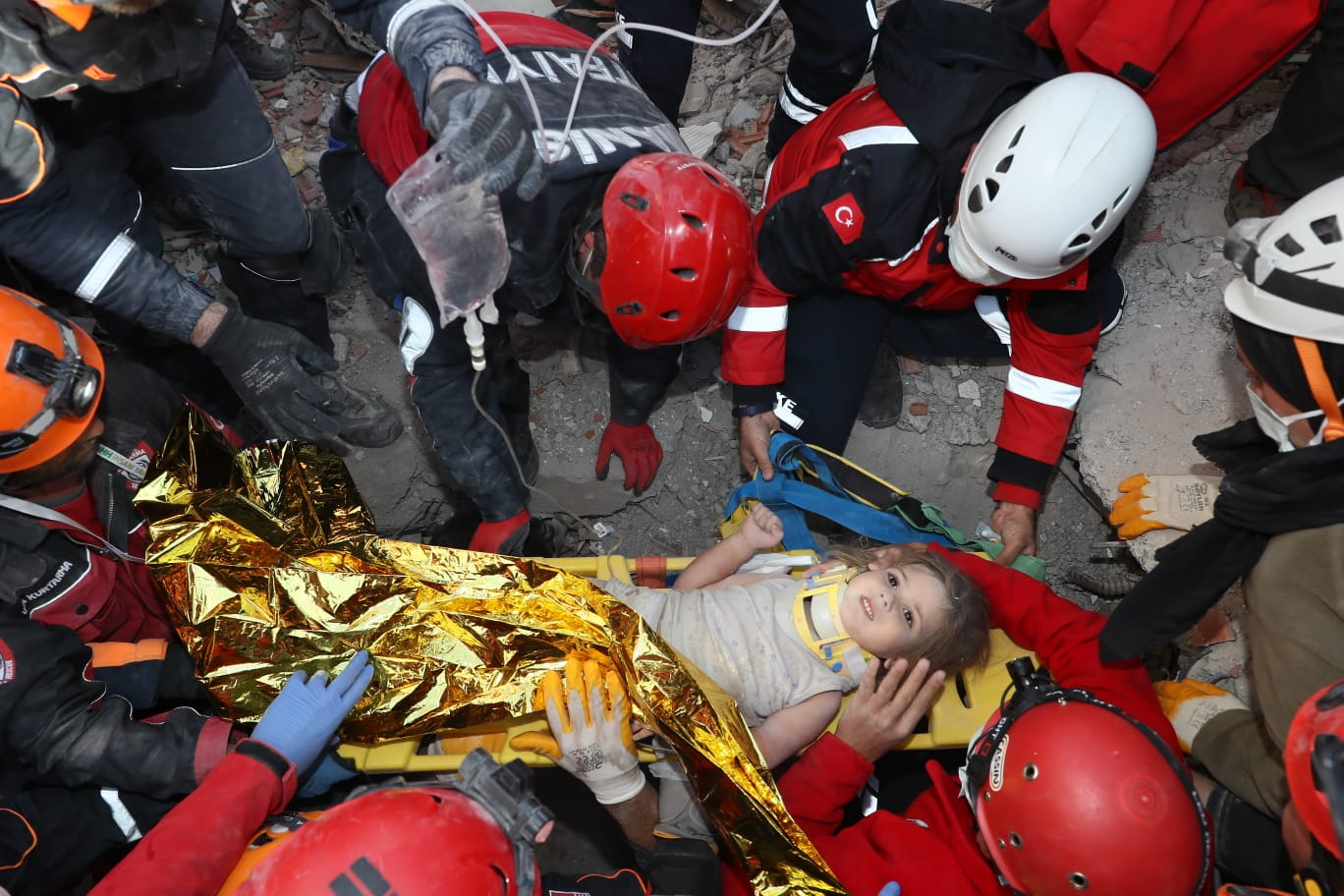
Дівчинка, яку дістали з під завалів

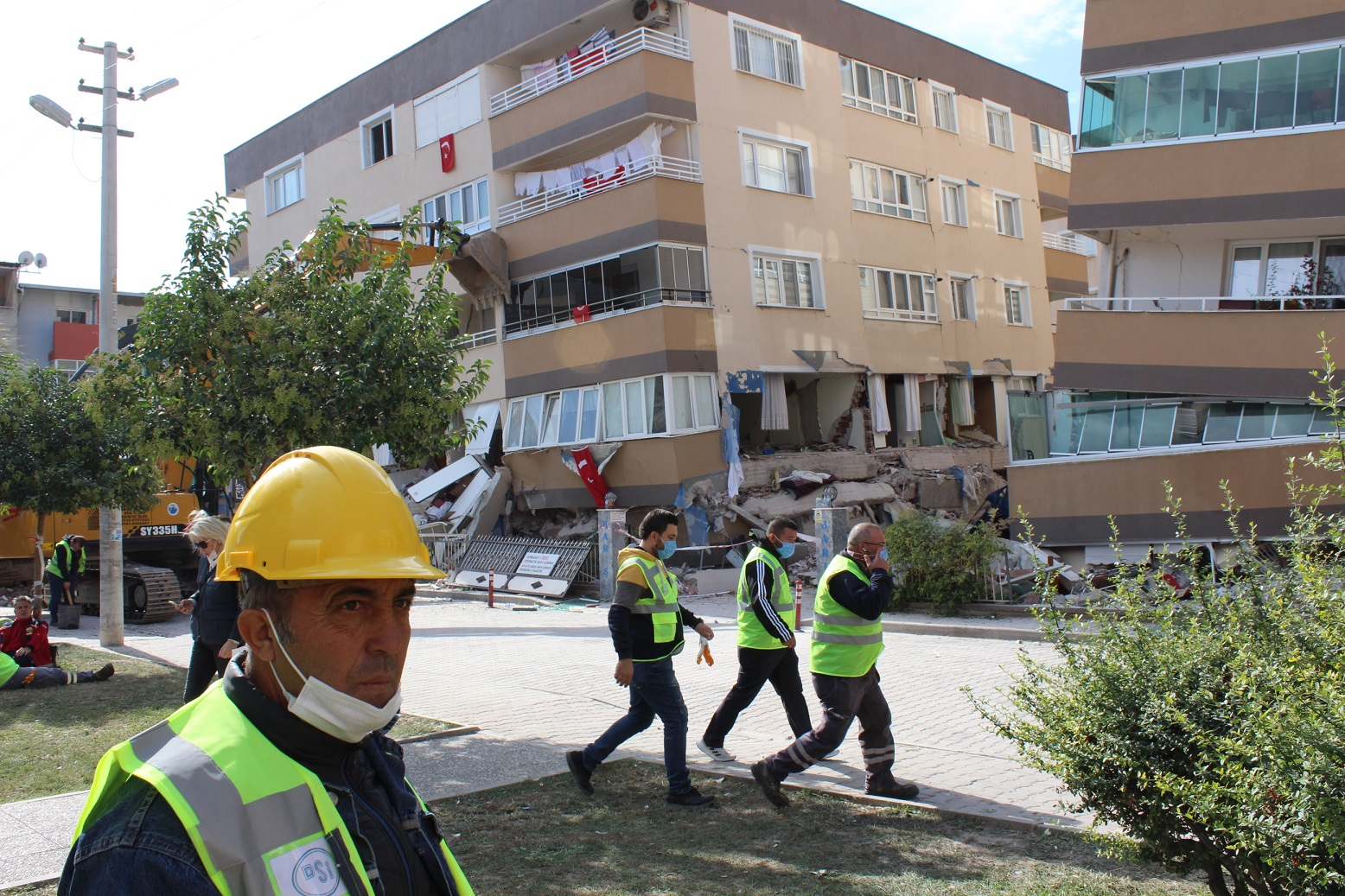
Пошкоджені будівлі

5 листопада 2020 сімох підозрюваних у будівництві будівель, які обвалились під час землетрусу, було заарештовано. Ордери на арешт були видані 11 підозрюваним, включаючи підрядників та інженерів, які нібито були співучасниками будівництва, що відбувалося з порушеннями, що призвело до руйнування будівель під час землетрусу.